# Orbital molecular

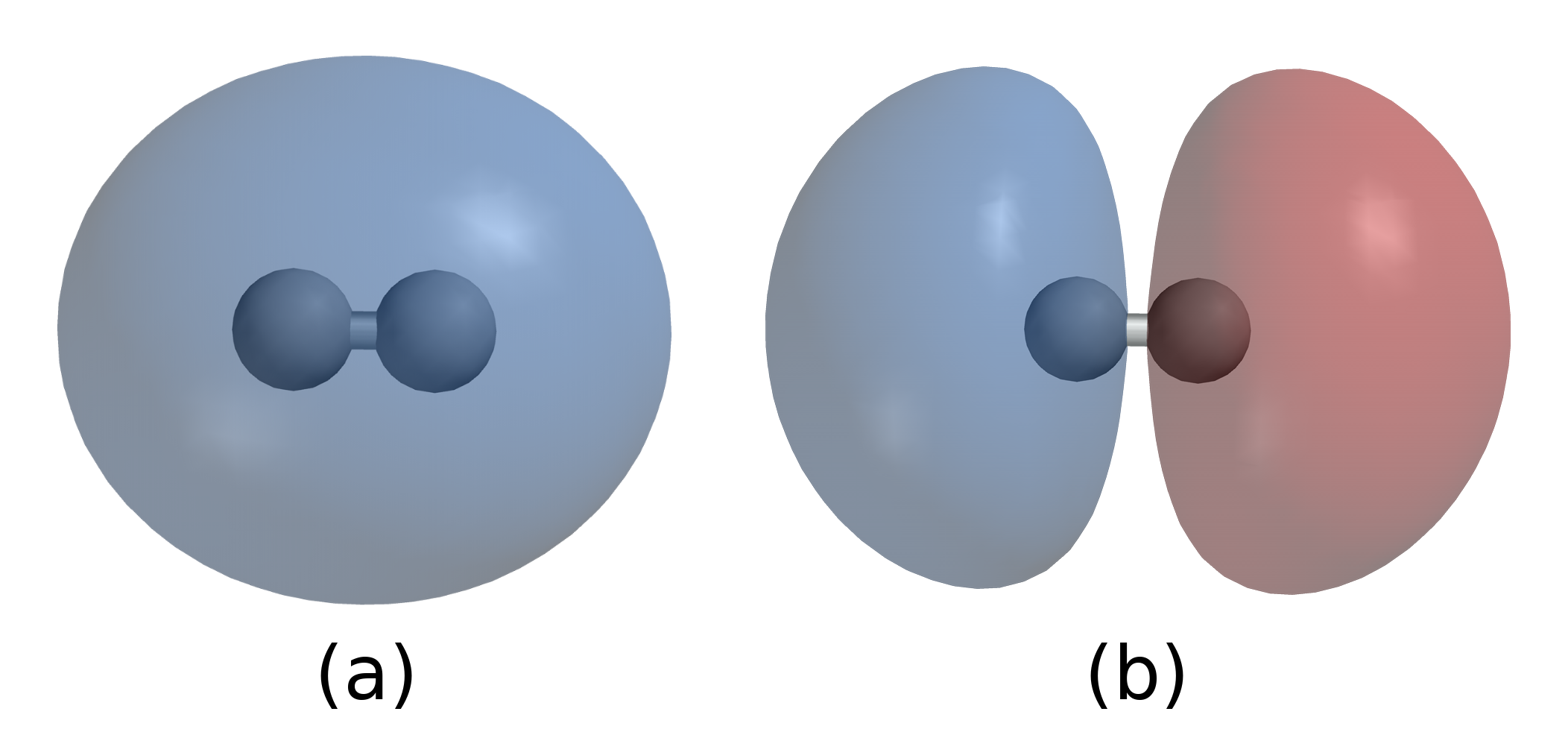
Representació dels orbitals moleculars de la molècula d'hidrogen H_{2}. A l'esquerra orbital molecular enllaçant de menor energia que els orbitals atòmics i que permet l'enllaç. A la dreta orbital molecular antienllaçant de major energia, que impossibilita l'enllaç.

S'anomena orbital molecular, simbolitzat {\displaystyle \Phi }, a cadascuna de les funcions d'ona, solució de l'equació de Schrödinger, associades a un electró que forma part d'una molècula. El seu valor al quadrat, {\displaystyle \Phi ^{2}}, representa la probabilitat de trobar l'electró en els diferents punts de l'espai que envolten una molècula.
Els orbitals moleculars presenten les mateixes característiques matemàtiques que els orbitals atòmics. Són de natura policèntrica i constitueixen en ells mateixos una interpretació de l'enllaç químic. La descripció de l'estructura molecular mitjançant l'ús d'orbitals moleculars és coneguda com a teoria dels orbitals moleculars, i consisteix a considerar inicialment la molècula com un conjunt de nuclis amb ordenació pròpia, determinar els diversos orbitals de nuclis i omplir els orbitals multicèntrics així obtinguts amb els electrons de la molècula, mitjançant un procediment anàleg al seguit per a establir la configuració electrònica dels elements. Atesa la impossibilitat de resolució analítica de l'equació de Schrödinger per a sistemes amb més d'un electró, és necessari l'ús de mètodes aproximats per a l'obtenció d'orbitals moleculars. El més emprat d'aquests mètodes és el de Combinació Lineal d'Orbitals Atòmics, LCAO (Linear Combination of Atomic Orbitals), que considera l'orbital molecular com a combinació lineal d'orbitals atòmics dels àtoms constituents de la molècula.

## Història

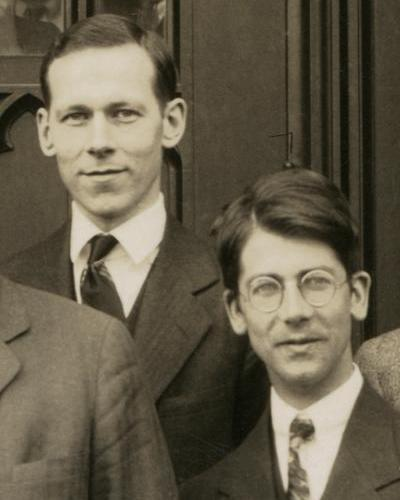
Robert Mulliken (esquerra) i Friedrich Hund (dreta), el 1929 a Chicago.

El 1926, el físic alemany Friedrich H. Hund (1896-1997) especulà sobre l'assignació de nombres quàntics als estats electrònics de molècules diatòmiques, basant les seves assignacions en la correlació entre els estats diatòmics i els de l'àtom unit al límit. L'estatunidenc Robert S. Mulliken (1896-1986), que anteriorment havia considerat el problema d'aquesta assignació emprant la vella teoria quàntica, seguí Hund el 1927 en el marc de la nova teoria quàntica correlacionant els estats d’una molècula diatòmica des de l'àtom unit fins als àtoms separats. El 1932, introduí el terme orbital per referir-se als estats d'un electró en un àtom o molècula, sent el primer a explorar seriosament els orbitals de molècules poliatòmiques (1932).
El físic danès Øyvind Burrau (1896-1979), el 1927, dugué a terme el primer intent reeixit de resoldre l'equació de Schrödinger per al catió H2⁺, i l'estatunidenc Edward U. Condon (1902-1974) assignà dos electrons a l'orbital de Burrau per obtenir una estimació de l'energia d'enllaç de H2. L'anglès John Lennard-Jones (1894-1954) introduí el model de combinació lineal d’orbitals atòmics el 1929 i, seguint el principi d’Aufbau, demostrà que aquest explicava el paramagnetisme del dioxigen O2. El mateix any l'estatunidenc John C. Slater (1900-1976) escriví funcions d’ona de molts electrons com determinants d’espín-orbitals, i Lennard-Jones el 1949 mostrà que amb aquesta formulació els orbitals moleculars podien transformar-se en funcions localitzades d’enllaç; això establí el vincle amb l’enfocament de la teoria d'enllaç de valència i la visió tradicional de l'enllaç químic.
El 1930 l'alemany Erich Hückel (1896-1980) fou el primer a desenvolupar un model semiempíric d'orbitals moleculars per als hidrocarburs aromàtics, que més tard fou ampliat per altres per incloure funcions d’ona de tots els electrons. El químic britànic Samuel F. Boys (1911-1972) el 1950 identificà la implicació de les funcions gaussianes per al càlcul dels integrals de repulsió electrònica necessaris en els càlculs ab initio, i un enfocament posterior de l'austríac-estatunidenc Walter Kohn (1923-2016) i els seus col·laboradors (1964 i 1965) elaboraren una teoria dels orbitals moleculars basada en la funció de densitat, en què la repulsió electrònica es calcula a partir de la densitat electrònica total.

## El mètode LCAO
En el cas d'una molècula diatòmica AB, el mètode LCAO parteix del fet que quan un electró, sota la influència dels dos nuclis, està pròxim al nucli A, és molt probable que pugui ser descrit per l'orbital atòmic del nucli A {\displaystyle \phi _{A}}. De la mateixa manera l'orbital atòmic {\displaystyle \phi _{B}} descriurà l'electró en les proximitats del nucli B. Les funcions {\displaystyle \phi _{A}} i {\displaystyle \phi _{B}} són solucions de l'equació de Schrödinger i se sap que qualsevol combinació lineal seva també n'és solució. Per exemple:
{\displaystyle \Phi =N(C_{A}\phi _{A}+C_{B}\phi _{B})}
on {\displaystyle C_{A}} i {\displaystyle C_{B}} són números i {\displaystyle N} és una constant de normalització.
Ara cal cercar quins valors de {\displaystyle C_{A}} i {\displaystyle C_{B}} donen una energia {\displaystyle E} més baixa, és a dir:
{\displaystyle {\partial E \over \partial C_{A}}=0\qquad {\partial E \over \partial C_{B}}=0}
En resoldre aquestes equacions diferencials s'obtenen dues solucions, una per a {\displaystyle C_{A}=C_{B}} i una altra per a {\displaystyle C_{A}=-C_{B}}. Per tant, les combinacions lineals que donen orbitals moleculars de més baixa energia són:
{\displaystyle \Phi _{+}=NC_{A}(\phi _{A}+\phi _{B})\qquad \Phi _{-}=NC_{A}(\phi _{A}-\phi _{B})}

En general, la combinació lineal de dos orbitals atòmics origina sempre dos orbitals moleculars, anomenats enllaçant ({\displaystyle \Phi _{+}}) i antienllaçant ({\displaystyle \Phi _{-}}).
- L'orbital enllaçant és de més baixa energia que els orbitals atòmics que l'originen, i es caracteritza per una acumulació de densitat electrònica al llarg de l'eix d'enllaç entre els dos nuclis; mentre que
- l'antienllaçant és de més alta energia i presenta un pla nodal entre els dos nuclis.

El mètode d'orbitals moleculars, aproximació LCAO, permet una interpretació qualitativa de l'enllaç. Des del punt de vista quantitatiu, la forma de les funcions obtingudes és acceptable, però les energies dels orbitals poden ser afectades d'error notable. Hom l'ha emprat amb èxit per a descriure l'enllaç dels composts de coordinació.

Orbital molecular σ_{s} enllaçant de la molècula d'hidrogen, H₂

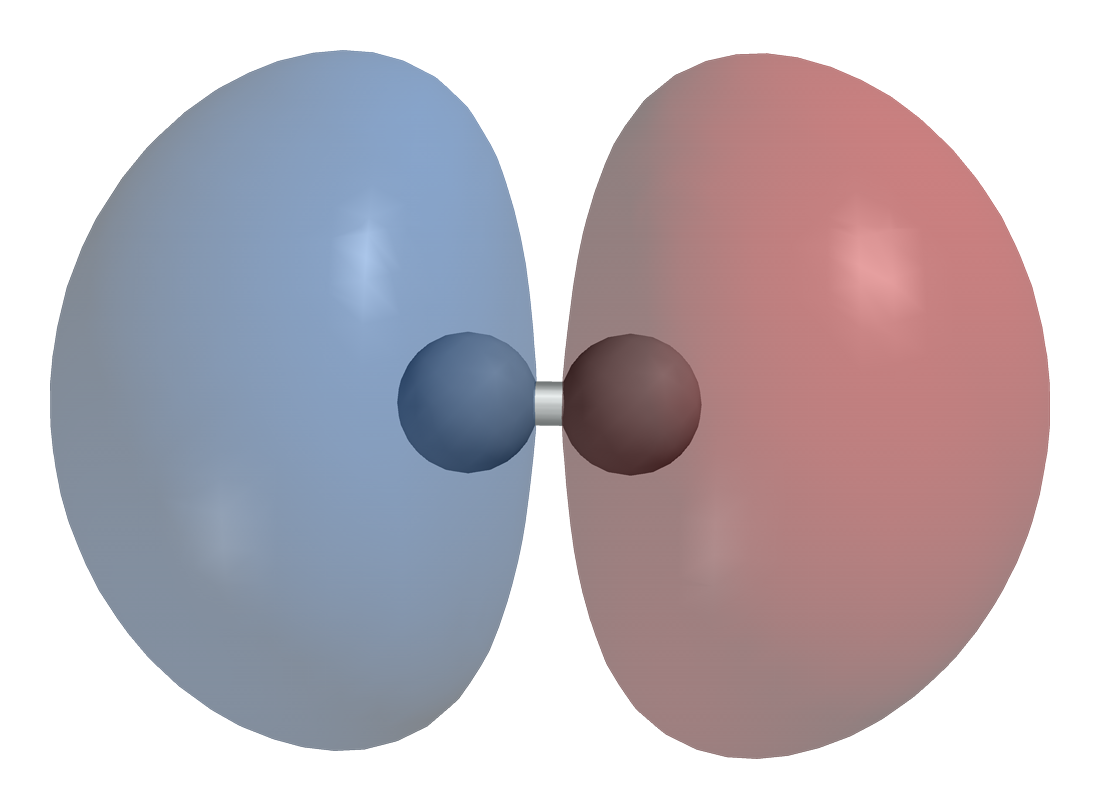
Orbital molecular σ_{s}^{*} antienllaçant de la molècula d'hidrogen, H₂

## Tipus d'orbitals moleculars
D'acord amb llur simetria respecte a l'eix d'enllaç, hom classifica els orbitals moleculars en:
- σ (de simetria cilíndrica),
- π (de simetria binària) i
- δ (de simetria quaternària).

### Orbitals moleculars σ
Hi ha dos tipus d'orbitals moleculars que es poden formar a partir de la superposició de dos orbitals atòmics s en àtoms adjacents. La combinació lineal en fase produeix un orbital molecular σs de menor energia (llegit com a “sigma-s”) en el qual la major part de la densitat electrònica està situada entre els nuclis d'ambdós àtoms. L'addició d'orbitals atòmics en fases oposades (que també es pot considerar com una resta de les funcions d'ona) produeix un orbital molecular σs* d'energia més alta (llegit com a “sigma-s-estrella”) en el qual hi ha un node entre els nuclis. L'asterisc significa que l'orbital és un orbital antienllaçant. Els electrons en un orbital σs són atrets pels dos nuclis alhora i són més estables (d'energia més baixa) del que serien en els àtoms aïllats. Afegir electrons a aquests orbitals crea una força que manté els dos nuclis units, de manera que hom els anomena orbitals enllaçants. Els electrons en els orbitals σs* es troben lluny de la regió entre els dos nuclis. La força atractiva entre els nuclis i aquests electrons separa els dos nuclis. Per tant, aquests orbitals hom els anomena orbitals antienllaçants. Els electrons omplen l'orbital enllaçant de menor energia abans que l'orbital antienllaçant d'energia més alta, tal com omplen els orbitals atòmics de menor energia abans que els orbitals atòmics d'energia més alta.

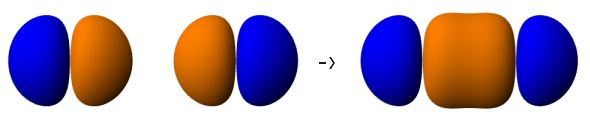
A la dreta un orbital σ_{p} obtingut per superposició d'orbitals atòmics p (a l'esquerra) amb el mateix eix de simetria, en aquest cas horitzontal. És un orbital enllaçant perquè dona lloc a una elevada densitat electrònica entre els nuclis.

En els orbitals p, la funció d'ona dona lloc a dos lòbuls amb fases oposades, anàlegs a com una ona bidimensional té parts tant per sobre com per sota de la mitjana. Indiquem les fases ombrejant els lòbuls orbitals amb colors diferents. Quan els lòbuls orbitals de la mateixa fase se superposen, la interferència d'ona constructiva augmenta la densitat d'electrons. Quan se superposen regions de fases oposades, la interferència d'ona destructiva disminueix la densitat d'electrons i crea nodes. Quan els orbitals p se superposen de punta a punta, creen orbitals σ i σ*. Si dos àtoms es troben al llarg de l'eix x en un sistema de coordenades cartesianes, els dos orbitals px se superposen de punta a punta i formen els orbitals σpx (enllaçant) i σpx* (antienllaçant) (llegits com a “sigma-p-x” i “sigma-p-x estrella”, respectivament). Igual que amb la superposició d'orbitals s, l'asterisc indica l'orbital amb un node entre els nuclis, que és un orbital antienllaçant d'energia més alta.

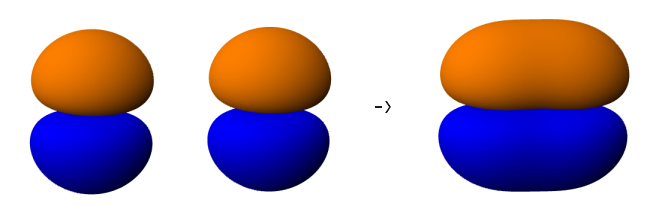
Orbital molecular π obtingut per solapament d'orbitals atòmics amb eixos paral·lels. És un orbital enllaçant, però la densitat electrònica entre els nuclis és inferior als del σs.

Energies dels orbitals moleculars de la molècula d'oxigen, O_{2}, amb els electrons que els ocupen. Per a la molècula d'O_{2} hi ha 8 electrons en orbitals enllaçant i 4 en antienllaçants, l'ordre d'enllaç és 8/2 - 4/2 = 2 (un enllaç doble). Els dos electrons desaparellats de l'orbital de més energia fa que aquesta molècula sigui paramagnètica.

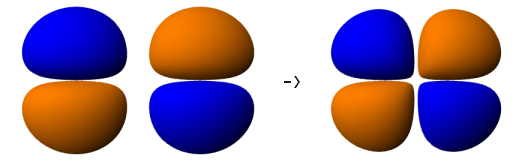
Orbital molecular π* obtingut per solapament d'orbitals atòmics amb eixos paral·lels. És un orbital antienllaçant.

### Orbitals moleculars π
Els orbital molecular π són aquells amb un node que es troba en el pla de l'eix internuclear (habitualment l'eix z). La superposició de costat a costat de dos orbitals p dona lloc a un orbital molecular d'enllaç pi (π) i a un orbital molecular antienllaçant π* (pi-estrella). En la teoria de l'enllaç de valència, hom descriu els enllaços π com aquells que contenen un pla nodal que inclou l'eix internuclear i és perpendicular als lòbuls dels orbitals p, amb densitat electrònica a banda i banda del node. En la teoria dels orbitals moleculars, hom descriu l'orbital π amb aquesta mateixa forma, i existeix un enllaç π quan aquest orbital conté electrons. Els electrons en aquest orbital interactuen amb els dos nuclis i ajuden a mantenir units els dos àtoms, convertint-lo en un orbital d'enllaç. Per a la combinació fora de fase, es creen dos plans nodals, un al llarg de l'eix internuclear i un altre perpendicular entre els nuclis.
Un orbital molecular π també es pot formar entre dos orbitals d o entre orbitals d i altres tipus d'orbitals amb simetria comparable. Un exemple d'un enllaç π entre dos orbitals d és el que es forma per dos orbitals dxz al llarg de l'eix z. Els orbitals d també poden formar enllaços π utilitzant orbitals p amb simetria compatible.

### Orbitals moleculars δ
Els orbitals moleculars δ presenten dos plans nodals perpendiculars. S'obtenen en combinar-se orbitals d amb simetria adient, com ara dos dx²-y² o dos dxy.

## Ordre d'enllaç
Per a una molècula, hom pot calcular l'ordre d'enllaç per caracteritzar l'enllaç en la molècula. L'ordre d'enllaç és igual a la meitat de la suma del nombre d'electrons en orbitalsmoleculars enllaçants menys el nombre d'electrons en orbitals antienllaçants. Per a les molècules diatòmiques, l'ordre d'enllaç ens dirà si tenim enllaços simples, dobles o triples.

## Paramagnetisme i diamagnetisme
Els composts paramagnètics (i els àtoms) són atrets pels camps magnètics, mentre que els compostos diamagnètics (i els àtoms) són repel·lits pels camps magnètics. Els composts paramagnètics tenen electrons desaparellats, mentre que en els composts diamagnètics tots els electrons tenen girs aparellats. Gairebé totes les molècules són diamagnètiques (el dioxigen O2 és una notable excepció). És a dir, essencialment tenen tots els electrons aparellats en orbitals moleculars.

## Orbitals moleculars HOMO i LUMO

Orbitals moleculars HOMO i LUMO amb excitació d'un electró al HOMO que passa al LUMO.

En una molècula els orbitals moleculars més importants des d'un punt de vista de reactivitat de les molècules són el HOMO (Highest Occupied Molecular Orbital ‘Orbital Molecular Ocupat Més Alt’) i el LUMO (Lowest Unoccupied Molecular Orbital ‘Orbital Molecular No Ocupat Més Baix’). El HOMO és el nivell d'energia més alt que conté electrons, mentre que el LUMO és el nivell d'energia més baix que no conté electrons. La diferència d'energia entre el HOMO i el LUMO és fonamental, ja que determina les propietats electròniques d'una molècula, incloent-hi la seva capacitat d'absorbir llum i participar en reaccions químiques. Aquesta diferència energètica sovint es coneix com a bretxa de banda (band gap) en física de l'estat sòlid i és un factor clau per determinar la conductivitat i la reactivitat dels materials.
En espectroscòpia són essencials per comprendre les transicions electròniques. Quan una molècula absorbeix llum, un electró és excitat des del HOMO fins al LUMO. Aquesta transició implica una diferència d'energia específica que correspon a la longitud d'ona de la llum absorbida. Els nivells d'energia d'aquests orbitals determinen l'espectre d'absorció d'una molècula, particularment en les regions ultraviolada i visible. La bretxa HOMO-LUMO influeix en el color i la transparència de les substàncies, ja que bretxes més grans donen lloc a l'absorció en la regió ultraviolada, fet que fa que el material sigui transparent a la llum visible.